# Classe Draken (1960)
La classe Draken (1960) (en suédois : Dragon) était une classe de six sous-marins fabriqués pour la marine royale suédoise de 1960 à 1962. Au total, six sous-marins ont été livrés. Quatre des bateaux ont été modernisés en 1981-1982. La conception était une version modifiée de la classe Hajen (1954) avec un seul arbre d'hélice et une hélice plus grande à cinq pales pour améliorer les performances sous-marines et réduire le bruit. Les HMS Draken, Vargen, Nordkaparen et Springaren ont été commandés à Kockums. Les HMS Gripen et Delfinen ont été construits à Karlskrona. Ces bateaux ont été désarmés en 1988-1990 et ont été remplacés par les sous-marins de classe Sjöormen et de classe Näcken.
Un sous-marin (le HMS Nordkaparen) a été préservé et peut aujourd’hui être vu au Maritiman à Göteborg,.

## Navires
| Nom             | Chantier naval   | Pose de la quille | Lancement      | Mise en service  | Destin                                                |
| --------------- | ---------------- | ----------------- | -------------- | ---------------- | ----------------------------------------------------- |
| HMS Draken      | Kockums, Malmö   | 1957              | 1er avril 1960 | 28 avril 1962    | radié de la liste des navires le 1er juillet 1981     |
| HMS Gripen      | Karlskronavarvet | 1958              | 31 mai 1960    | 4 avril 1962     | radié de la liste des navires le 1er juillet 1981     |
| HMS Vargen      | Kockums, Malmö   | 1958              | 20 mai 1960    | 15 novembre 1961 | radié de la liste des navires, mis en réserve en 1988 |
| HMS Delfinen    | Karlskronavarvet | 1958              | 7 mars 1961    | 7 juin 1962      | radié de la liste des navires, mis en réserve en 1988 |
| HMS Nordkaparen | Kockums, Malmö   | 1959              | 8 mars 1961    | 4 avril 1962     | radié de la liste des navires, mis en réserve en 1988 |
| HMS Springaren  | Karlskronavarvet | 1960              | 31 août 1961   | 7 novembre 1962  | radié de la liste des navires, mis en réserve en 1988 |